# Цмовка (река)
Цмовка (укр. Цмівка) — река в Шепетовском районе Хмельницкой области Украины. Является левым притоком реки Смолка, бассейн Днепра. Длина реки — 13 км.
Берёт начало на северо-восточной окраине села Малёванка на территории одноимённого регионального ландшафтного парка. Высота истока — 248 м над уровнем моря. Течёт на север и северо-восток, впадает в Смолку. На реке создано несколько прудов: в верхнем течении — в сёлах Конотоп и Цмовка.

## Топонимика
Гидроним Цмовка, по всей видимости, имеет общее происхождение с названием реки Смолка, притоком которой является Цмовка. Топонимы связываются с заболоченностью местности и характеристикой здешних почв, непосредственно со словом смола, смоль, употреблявшимся в том числе в значении «чернозём», «торф», «мокрая торфянистая местность».
Однако, по мнению Олега Трубачёва, собственно форма Цмовка едва ли может быть объяснена от слова смола, в таком случае гидроним Смолка является по отношению к нему вторичным, переосмысленным в результате народной этимологии. Сам же топоним Цмовка, Смолка лингвист производил от древнего балтского диалектного корня *kimol-/*kimal- — «шмель», родственного праславянскому *čъmelь, рус. шмель, укр. чміль, бел. чмель, а также фин. kimalainen. Чередование, сходное с *kimal- ~ *сimal-, наблюдается, например, в современном латышском языке. Косвенным подтверждением данной версии Трубачёв считал наличие неподалёку реки Жуковка, название которой семантически также связано с насекомыми.

## Флора и фауна
В районе истоков рек Цмовка и Конотопы гнездится чёрный аист (лат. Ciconia nigra).